# Dinas
Dinas è una municipalità di quarta classe delle Filippine, situata nella Provincia di Zamboanga del Sur, nella regione della Penisola di Zamboanga.
Parte del territorio di Dinas è stato scorporato in passato per la creazione di due nuove municipalità: San Pablo nel 1957 e San Miguel nel 1960.
Dinas è formata da 30 baranggay:
- Bacawan
- Benuatan
- Beray
- Don Jose
- Dongos
- East Migpulao
- Guinicolalay
- Ignacio Garrata (New Mirapao)
- Kinacap
- Legarda 1
- Legarda 2
- Legarda 3
- Lower Dimaya
- Lucoban
- Ludiong

- Nangka
- Nian
- Old Mirapao
- Pisa-an
- Poblacion
- Proper Dimaya
- Sagacad
- Sambulawan
- San Isidro
- Songayan
- Sumpotan
- Tarakan
- Upper Dimaya
- Upper Sibul
- West Migpulao